# Калужский областной краеведческий музей
Калу́жский областной краеведческий музей — объединённый музей-заповедник в городе Калуге и области.

Дирекция и главный офис Калужского областного краеведческого музея-заповедника расположены в городе Калуге на ул. Пушкина д. 4.
Собрание музея состоит из огромного количества экспонатов и коллекций, среди которых: «Археология», «Дерево», «Документы и редкие книги», «Драгметаллы», «Живопись, графика, скульптура», «Керамика, стекло», «Металл», «Нумизматика», «Научно-естественные коллекции», «Оружие, защитное вооружение», «Боеприпасы», «Прочее» (предметы быта XVIII—XX веков, различные статуэтки восточного происхождения, модификации бытовой техники XX в), «Ткани», «Филателия», «Филумения», «Энтомология» и другие.

## История
Один из старейших краеведческих музеев России. Основан 20 апреля (2 мая) 1897 года в городе Калуге. Первую экспозицию Губернского исторического музея составляли несколько витрин с археологическими находками, старыми монетами и предметами быта, они располагались в здании памятника архитектуры XVII века — палатах купцов Коробовых.
Музей был открыт для посетителей два дня в неделю. За год музей посещало около 500 человек. 
У истоков создания музейных фондов стояли известные российские учёные, археологи и краеведы. В разные годы музеем руководили: И. Д. Четыркин, А. И. Мартынович-Лашевский, П. А. Трейтер, В. И. Ассонов. Работники музея приобрели и сохранили письма А. С. Пушкина, позже переданные в Московский музей поэта.
С 1900 года в музее хранится перо Н. В. Гоголя. К 1905 году в фондах насчитывалось уже более 1000 экспонатов, а в 1915 году известный калужский публицист и краевед Д. И. Малинин, служивший заведующим библиотекой, составил инвентарную опись на 1200 экспонатов.
После революций 1917 года, в 1918 году музей переходит в ведение добровольного «Калужского общества древностей и охраны художественных произведений», а немногим позднее — в подчинение Губернскому отделу народного образования и именуется как «Губернский исторический музей». Тогда же музей получает охранную грамоту.
С 1922 года главная экспозиция располагается в бывшей городской усадьбе купца первой гильдии и калужского бургомистра Ивана Максимовича Золотарёва. В начале XX века здесь размещалась известная в Калуге нотариальная контора Александра Кологривова. Имение было национализировано в 1919 году и после неоднократных и упорных ходатайств, — 30 июля 1922 года передано музею.
В 1924 году в состав музейного комплекса вошли Городской музей «На благое просвещение» имени Акима Рыжичкина и художественный, созданный в 1918 году.
В 1931 году музей стал именоваться как «Краевой базовый государственный музей», в фонды которого было передано имущество церквей и монастырей, предметы из имений. К 1939 году фонды насчитывали уже более 10 000 экспонатов.
Осенью 1941 года фонды музея эвакуировать не удалось. Во время оккупации Калуги часть коллекции была разграблена. В Протоколе № 2/11 комиссии Академии архитектуры СССР по охране и восстановлению архитектурных памятников Калуги от 4 апреля 1942 года отмечалось:

Фашистскими вандалами частично разграблены (около 10 % экспонатов) коллекции Историко-краеведческого городского музея, размещенного в одном из лучших домов эпохи классицизма конца XVIII века— Пункт XI Протокола
С образованием в 1944 году Калужской области, музей приобретает статус областного. В 1945 году в музее хранилось 7712 экспонатов, было выставлено 2413.
Бесценные фонды Калужского краеведческого музея формировались более ста лет. Коллекция музея насчитывает свыше 100 000 единиц только основного фонда, систематизированного в тематические коллекции.

## Филиалы и экспозиции
Филиалы и экспозиции музея-заповедника в городе Калуге и области:
| Изображение            | Регион / Наименование объекта                           | Адрес                                          | Статус объекта наследия                            |
| Калуга                 | Калуга                                                  | Калуга                                         | Калуга                                             |
| ---------------------- | ------------------------------------------------------- | ---------------------------------------------- | -------------------------------------------------- |
|                        | Музейно-краеведческий комплекс «Усадьба Золотарёвых»    | г. Калуга, ул. Пушкина д.14                    | 401510254180006 (ЕГРОКН). 4010076000 (БД Викигида) |
|                        | Музейно-краеведческий центр «Палаты Коробовых»          | г. Калуга, ул. Плеханова д. 88                 | 401510646880006 (ЕГРОКН). 4010073000 (БД Викигида) |
|                        | Дом И. Г. Билибина                                      | г. Калуга, ул. Пушкина д. 4                    | 401510253530006                                    |
|                        | Музейно-краеведческий центр «Дом Г. С. Батенькова»      | г. Калуга, ул. Суворова д. 42                  | 401510255440006 (ЕГРОКН). 4010086000 (БД Викигида) |
|                        | Военно-исторический центр «Маршал Победы Г. К. Жуков»   | г. Калуга, ул. Маршала Жукова д. 23            | Открыт 8 мая 2020 года                             |
| Дзержинский район      |                                                         |                                                |                                                    |
|                        | Музей-заповедник «Полотняный Завод»                     | п. Полотняный Завод, ул. Трудовая, д. 1а       | 401630410850005 (ЕГРОКН). 4010105000 (БД Викигида) |
| Боровский район        |                                                         |                                                |                                                    |
|                        | Музейно-краеведческий комплекс «Стольный город Боровск» | г. Боровск, пл. Ленина, д. 7                   | нет данных                                         |
| Тарусский район        |                                                         |                                                |                                                    |
|                        | Тарусский музей семьи Цветаевых                         | г. Таруса, ул. Посадская, д. 30                | 401610713510005 (ЕГРОКН). 4030723000 (БД Викигида) |
|                        | Музейно-краеведческий центр «Дом Позняковых»            | г. Таруса, ул. Энгельса, д. 4                  | нет данных                                         |
| Мосальский район       |                                                         |                                                |                                                    |
|                        | Музейно-краеведческий центр «Дом Богдановых»            | г. Мосальск, ул. Ленина, д. 39                 | нет данных                                         |
| Козельский район       |                                                         |                                                |                                                    |
|                        | Музейно-краеведческий комплекс «Дом Цыплаковых»         | г. Козельск, ул. Большая Советская д. 75       | 401610695860005 (ЕГРОКН). 4000001023 (БД Викигида) |
| Куйбышевский район     |                                                         |                                                |                                                    |
|                        | Военно-исторический музей «Безымянная Высота»           | д. Новые Холмы                                 | нет данных                                         |
| Людиново               |                                                         |                                                |                                                    |
|                        | Музейно-краеведческий центр «Музей комсомольской славы» | г. Людиново, ул. К. Либкнехта, 7.              | нет данных                                         |
| Жуковский район        |                                                         |                                                |                                                    |
|                        | Военно-исторический музей «Тарутино»                    | с. Тарутино, ул. Кутузовская д. 1а             | 401620648480006 (ЕГРОКН). 4010111000 (БД Викигида) |
|                        | Военно-исторический музей «Кремёнки»                    | г. Кремёнки, ул. Мира д. 12                    | 401610695710005 (ЕГРОКН). 4000132000 (БД Викигида) |
| Малоярославецкий район |                                                         |                                                |                                                    |
|                        | Военно-исторический музей «Ильинские рубежи»            | с. Ильинское, ул. Подольских курсантов, д. 62а | 401610697160005 (ЕГРОКН). 4000000161 (БД Викигида) |
| Барятинский район      |                                                         |                                                |                                                    |
|                        | Военно-исторический музей «Зайцева Гора»                | д. Зайцева Гора                                | 401610648390006 (ЕГРОКН). 4030010000 (БД Викигида) |

## Общественный транспорт
До музея можно добраться на троллейбусе маршрутов: 1, 2, 3, а также на маршрутном такси: 2, 3, 92. Остановка «ул. Баумана».

## Статьи и публикации
- Известия Калужской ученой архивной комиссии. — Калуга, 1891—1914.
- Калужский объединённый музей-заповедник // Калужский край : портал. — 2012.